# Idiolophorhynchus andriashevi
Idiolophorhynchus andriashevi är en fiskart som beskrevs av Sazonov, 1981. Idiolophorhynchus andriashevi ingår i släktet Idiolophorhynchus och familjen skolästfiskar. Inga underarter finns listade i Catalogue of Life.